# Tíbia
|  | Aquest article tracta sobre l'os. Si cerqueu l'artell des potes dels artròpodes, vegeu «apèndix (artròpodes)#Tíbia». |

|  | No s'ha de confondre amb Tibia. |

La tíbia és, després del fèmur, l'os més gran del cos humà. Es troba en la part anterior i interna de la cama, paral·lela i a un costat del peroné. S'articula amb el fèmur per dalt, amb l'astràgal per baix i amb el peroné per fora.
El seu extrem que s'articula amb el fèmur és ample i té els còndils medial i lateral que s'articulen amb els còndils del fèmur, té una cara superior plana el plateret tibial que es compon dels dos còndils i d'una eminència entre els còndils eminència intercondília, aquesta eminència encaixa en la fossa intercondília del fèmur com una peça de trencaclosques, el seu còndil lateral s'articula amb el peroné.
La seva vora anterior té la tuberositat tibial que és la cresta que es pot tocar per sota de la pell. En la seva part inferior té el mal·lèol medial que és la part eixamplada que també es pot palpar i és el lloc d'unió amb l'astràgal. Entre la tíbia i el peroné hi ha la membrana interòssia.
En la cara posterior de la tíbia es troba la línia sòlia, que és el lloc d'inserció per al múscul soli.